# Rulów
Rulów (ukr. Рулево) – wieś na Ukrainie, w rejonie jaworowskim obwodu lwowskiego.